# Ріверв'ю (Мічиган)
Ріверв'ю (англ. Riverview) — місто (англ. city) в США, в окрузі Вейн штату Мічиган. Населення — 12 490 осіб (2020).

## Географія
Ріверв'ю розташований за координатами 42°10′23″ пн. ш. 83°11′28″ зх. д. / 42.17306° пн. ш. 83.19111° зх. д. (42.172972, -83.191242).  За даними Бюро перепису населення США в 2010 році місто мало площу 11,61 км², з яких 11,38 км² — суходіл та 0,23 км² — водойми.

## Демографія
Згідно з переписом 2010 року, у місті мешкало 12 486 осіб у 5163 домогосподарствах у складі 3307 родин. Густота населення становила 1076 осіб/км².  Було 5520 помешкань (475/км²).
Расовий склад населення:
| - 93,0 % — білих - 3,1 % — чорних або афроамериканців - 1,6 % — азіатів - 0,4 % — корінних американців |

До двох чи більше рас належало 1,3 %. Частка іспаномовних становила 4,1 % від усіх жителів.
За віковим діапазоном населення розподілялося таким чином: 19,6 % — особи молодші 18 років, 57,8 % — особи у віці 18—64 років, 22,6 % — особи у віці 65 років та старші. Медіана віку мешканця становила 45,4 року. На 100 осіб жіночої статі у місті припадало 86,6 чоловіків;  на 100 жінок у віці від 18 років та старших — 82,0 чоловіків також старших 18 років.
Середній дохід на одне домашнє господарство  становив 61 876 доларів США (медіана — 49 796), а середній дохід на одну сім'ю — 70 365 доларів (медіана — 60 636). Медіана доходів становила 52 379 доларів для чоловіків та 40 012 долари для жінок. За межею бідності перебувало 13,4 % осіб, у тому числі 22,7 % дітей у віці до 18 років та 6,3 % осіб у віці 65 років та старших.
Цивільне працевлаштоване населення становило 5432 особи. Основні галузі зайнятості: освіта, охорона здоров'я та соціальна допомога — 26,2 %, виробництво — 21,2 %, мистецтво, розваги та відпочинок — 14,9 %.